# Hemiceras guera
Hemiceras guera är en fjärilsart som beskrevs av William Schaus 1937. Hemiceras guera ingår i släktet Hemiceras och familjen tandspinnare. Inga underarter finns listade i Catalogue of Life.